# Stefanie Brennholt
Stefanie Brennholt ist eine deutsche Autorin, Grundschul- und Musikpädagogin sowie Referentin in der Lehrerfortbildung.

## Leben
Brennholt unterrichtet an der Grundschule im Paderborner Stadtteil Sande, wo sie Leiterin einer Tanz-AG ist. Sie hat eine Reihe von Schriften als Ergänzung für Klassenbibliotheken erstellt und ist im Rahmen von musikalischen Lehrerfortbildungen tätig. Sie ist mit Jens Brennholt verheiratet.

## Veröffentlichungen
in der Reihe „Differix-Klassenbibliothek“
- mit Katrin Klaubert: Mein Körper: Alle Sinne. Cornelsen, Berlin 1998, ISBN 3-464-05877-8.
- mit Katrin Klaubert: Mein Körper: Im Bauch ist was los. Cornelsen, Berlin, 1999, ISBN 3-464-05878-6.
- mit Jens Brennholt: Der Computer. Cornelsen, Berlin 2000, ISBN 3-464-06386-0.

Reihe Lernspaß mit Paul Maar
- mit Gisela Maria Sander: 3. Klasse, neue Rechtschreibung. Cornelsen Scriptor, Berlin 2001, ISBN 3-589-21543-7.
- mit Gisela Maria Sander: Deutsch: 4. Schuljahr – Fit in Deutsch: Rechtschreiben und Grammatik. Cornelsen Scriptor, Berlin 2002, ISBN 3-589-21544-5.
- Lesen üben, 3. Klasse, neue Rechtschreibung. Cornelsen Scriptor, Berlin 2002, ISBN 3-589-21397-3.

Sonstige
- mit Katrin Klaubert: Lehrerbücherei Grundschule: Gesundheit fördern im Unterricht: Themenvorschläge und Materialien für die Klassen 1–4. Cornelsen Scriptor, Berlin 1999, ISBN 3-589-05049-7.
- mit Katrin Klaubert und Nicole Rekersdres: Motivation Gesundheit: Themenvorschläge und Materialien für gesundheitsfördernden Unterricht der Klassen 1–4. Sarastro, Paderborn 2014, ISBN 978-3-86471-799-4